# Hofanlage Dorfstraße 24
Die Hofanlage Dorfstraße 24 in Prinzhöfte, Ortsteil Horstedt, Samtgemeinde Harpstedt, stammt mit dem ältesten Gebäude aus der zweiten Hälfte des 18. Jahrhunderts. Hier befindet sich heute (2022) u. a. der Betrieb DESKA Pferdezucht GmbH.
Das Ensemble steht unter Denkmalschutz (Siehe auch Liste der Baudenkmale in Prinzhöfte).

## Geschichte
Die Hofanlage vom 18. bis zum frühen 20. Jh. besteht aus
- dem eingeschossigen Wohn- und Wirtschaftsgebäude aus dem 18. Jahrhundert in Fachwerk mit Steinausfachungen, Krüppelwalmdach und der Grooten Door,
- der nördlichen Scheune als bretterverkleidetes Fachwerkhaus mit Satteldach,
- dem massiven Stall mit Satteldach,
- dem nicht denkmalgeschützten südlichen giebelständigen verklinkerten Haus mit Satteldach,
- den weiteren nicht denkmalgeschützten Gebäuden,
- der Hofpflasterung.

Die Landesdenkmalpflege befand: „...geschichtliche Bedeutung ... für die Volkskunde...“